# Las Vegas (sèrie de televisió)

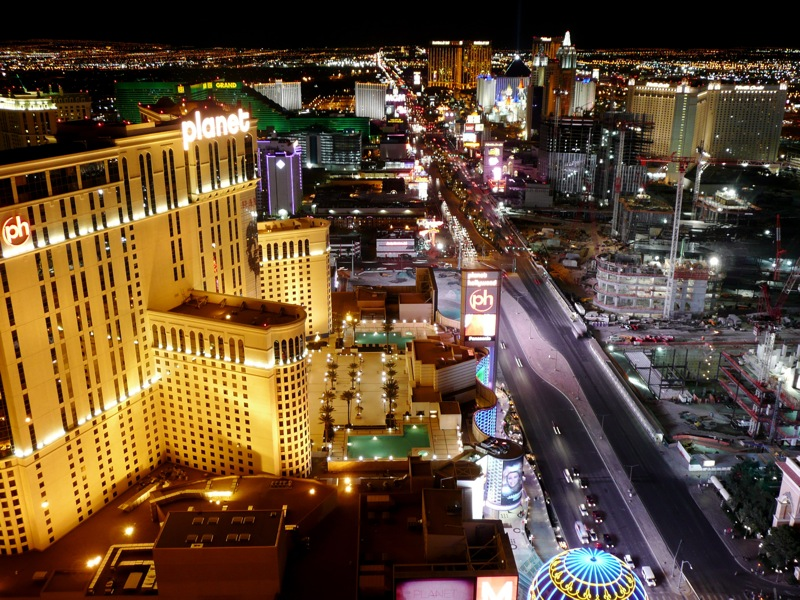
Imatge d'un carrer de la ciutat de Las Vegas, lloc on s'ubica la sèrie.

Las Vegas era una sèrie televisiva estatunidenca emesa per la NBC des del setembre de 2003 fins al febrer de 2008. A Espanya fou emesa per Antena.Nova i Cuatro.

## Sinopsi
La sèrie tracta sobre un dels hotels-casino més grans de Las Vegas, el Montecito, i els seus treballadors, que gira al voltant de Ed Deline, (James Caan), un estricte ex-agent de la CIA que va passar de ser cap de Seguretat a ser President d'operacions del Montecito, el treball del qual consisteix a dur a terme les operacions de dia a dia del casino.
La serie va ser cancel·lada a finals de la cinquena temporada.

## Personatges

### Personatges recurrents
- Ed Deline (James Caan)
- Danny McCoy (Josh Duhamel)
- A.J. Cooper (Tom Selleck)
- Mike Cannon (James Lesure)
- Samantha Jane "Sam" Marquez (Vanessa Marcil)
- Monica Mancuso (Lara Flynn Boyle)
- Delinda Deline (Molly Sims)
- Mary Connell (Nikki Cox)
- Nessa Holt (Marsha Thomason)
- Casey Manning (Dean Cain)
- Mitch Sassen (Mitch Longley)
- Sarasvati Kumar (Lakshmi Manchu)
- Vic Manning (Charlie Koznick)
- Gunther (Harry Groener)
- Gavin Brunson (James McDaniel)
- Det Luis Pérez (Guy Ecker)
- Polly (Suzanne Whang)

### Aparicions d'estrelles famoses
- Alec Baldwin com a Jack Keller, episodi 12 i 32
- Terry Bradshaw com a Peter "Pete" Skinner, episodi 104
- JC Chasez com a William, ex parella de Piper, episodi 98
- Rachel Leigh Cook com a Penny Posin, episodis 50-53
- Elliott Gould com a El Profesor, episodi 4
- Tamyra Gray com a Patty, episodi 65
- Brian Austin Green com a Connor Mills, episodi 14
- Jill Hennessy com a Dr. Jordan Cavanaugh de Crossing Jordan en diversos episodis
- Jerry O'Connell com a el Detective Woody Hoyt de Crossing Jordan en diversos episodis
- Paris Hilton com a Madison, la promesa de Connor Mills, episodi 14
- James Hong com a Soli Tendar Monk, episodi 76
- Dennis Hopper com a Jon Castille, episodi 16
- Kathryn Joosten com a Roberta "Robbie", episodi 104
- Jon Lovitz com a Fred Puterbaugh episodis 14, 25 y 46
- Christian Kane com a Bob, episodi 20
- Dominic Keating com a Anthony Demby episodi 12
- Sylvester Stallone com a Frank, episodi 35 y 41
- Robert Wagner com a Alex Avery, episodi 66
- Jean-Claude Van Damme com a Jean-Claude Van Damme, episodi 15

### Altres aparicions
- Criss Angel
- Paul Anka
- Ashanti
- Big & Rich
- Clint Black
- Black Eyed Peas
- Blue Man Group
- James Blunt
- Jon Bon Jovi
- Brooks & Dunn
- Michael Bublé
- Brooke Burke
- Lance Burton
- Charo
- Sasha Cohen
- Snoop Dogg,
- Duran Duran
- Annie Duke
- John Elway
- Daniel Evans
- Everlast
- Oscar Goodman
- Hugh Hefner
- Ben Jelen
- Ron Jeremy
- Jewel
- Jimmie Johnson
- Gladys Knight
- Chad Knaus
- Don Knotts
- Howard Lederer
- John Legend
- Lil' Flip
- Little Richard
- Los Lonely Boys
- Maloof family
- Howie Mandel
- Dave Mirra
- Mark McGrath
- Mims
- Montgomery Gentry
- Ne-Yo
- Wayne Newton
- OK Go
- Tony Orlando
- Donny Osmond
- Penn and Teller
- Wolfgang Puck
- The Polyphonic Spree
- The Pussycat Dolls
- Rihanna
- Dennis Rodman
- Joe Rogan
- Sugar Ray
- Sugarland
- Lawrence Taylor
- Cowboy Troy
- Jean-Claude Van Damme
- Kendra Wilkinson

## ElMontecito

### Localització
El Montecito és completament fictici, no existeix a Las Vegas. En les 5 temporades va estar situat al terreny que es troba davant del Luxor, Mandalay Bay i l'Excalibur.

### Aparença
En les dues primeres temporades és un edifici de 50 pisos, tot blanc. Però en l'últim capítol de la segona temporada l'enderroquen i el tornen a construir de nou; des d'aquest moment fins al final de la sèrie, Montecito passa a tenir 60 pisos, és de vidre en l'exterior, té una pantalla gegant a la part superior central de l'edifici, amb imatges del casino i un vídeo de presentació. Des de sota d'aquesta pantalla, surt una cascada artificial que va des d'allà fins als primers pisos inferiors.